# Sandra Reyes
Sandra Reyes Robledo (Bogotá, 15 de mayo de 1975-Bogotá, 1 de diciembre de 2024) fue una actriz colombiana que se destacó principalmente en producciones para televisión.

## Carrera artística
Sandra Reyes inició su carrera televisiva tan sólo 19 años con la serie Clase aparte, en 1994, interpretando a María José. Luego fue reconocida por su papel de Adriana Guerrero en La mujer del presidente (1997), como Paula Dávila en la telenovela Pedro el escamoso (2001-2003), y como Amparo Cadena en la serie El Cartel de los sapos (2008).
Junto al actor Miguel Varoni, logró el papel protagónico en la novela Pedro el escamoso, que tuvo gran difusión en toda Latinoamérica. Allí interpretó a Paula Dávila, una exitosa mujer de negocios de quien el protagonista, Pedro Coral (Varoni), un mujeriego de un pueblo pequeño que se muda a Bogotá, se enamora y acaba trabajando como su chofer.
En los años siguientes tuvo roles destacados en series como Metástasis (2014), la versión colombiana de la serie estadounidense Breaking Bad; o Rigo (2023-2024). Además, en 2024 regresó al papel de Paula Dávila en la serie secuela de Pedro el escamoso, estrenada ese año a través de la plataforma de streaming Disney+.

## Fallecimiento
A los 49 años, murió el 1 de diciembre de 2024 a causa de un cáncer de seno.Su cuerpo fue llevado a su finca de Ubaté, Cundinamarca, en donde se llevaron a cabo sus exequias de forma privada, con la presencia de sus familiares y amigos cercanos.

## Filmografía

### Televisión
| Año       | Título                                    | Personaje                                    | Canal                          |
| --------- | ----------------------------------------- | -------------------------------------------- | ------------------------------ |
| 1994      | Clase aparte                              | María José Ricaurte                          | Cadena Uno                     |
| 1996      | El día es hoy                             | Sara                                         | Cadena Uno                     |
| 1996-1997 | Leche                                     | Mariela del Olmo                             | Cadena Uno                     |
| 1997-1998 | La mujer del presidente                   | Adriana Guerrero Trujillo                    | Cadena Uno                     |
| 1998-1999 | Tan cerca y tan lejos                     | Luna Fonseca                                 | Canal RCN                      |
| 1999-2000 | Me llaman Lolita                          | Constanza Victoria "Connie"                  | Canal RCN                      |
| 2001-2003 | Pedro el escamoso                         | Paula Andrea Dávila Serna                    | Caracol Televisión             |
| 2004-2005 | La saga, negocio de familia               | Pilar de Manrique                            | Caracol Televisión             |
| 2005-2006 | Lorena                                    | Carmen Ferrero                               | Canal RCN                      |
| 2007-2008 | Nadie es eterno en el mundo               | Guadalupe Maldonado de Gonzalez              | Caracol Televisión             |
| 2008-2010 | El cartel de los sapos                    | Amparo Cadena                                | Caracol Televisión             |
| 2008-2009 | Muñoz vale x2                             | Noelia Serrano                               | Caracol Televisión             |
| 2011-2012 | Tres milagros                             | Aleyda Ruiz de Rendón                        | Canal RCN                      |
| 2012      | El laberinto                              | Adriana Guerrero Trujillo                    | Caracol Televisión             |
| 2014      | Metástasis                                | Cielo Blanco                                 | UniMás / Caracol Televisión    |
| 2015      | Laura, La Santa colombiana                | Ana Lucía / Hermana María San Jesús (adulta) | Caracol Televisión             |
| 2016      | Contra el tiempo                          | Cecilia Sánchez Caicedo                      | Canal RCN                      |
| 2016-2017 | Cuando vivas conmigo                      | Gertrudis López                              | Caracol Televisión             |
| 2018      | Paraíso travel                            | Cecilia                                      | Canal RCN                      |
| 2020      | Enfermeras                                | Mélida Palacio                               | Canal RCN                      |
| 2020      | Libertador                                | Julia Velázquez                              | Canal 1                        |
| 2020      | Verdad oculta                             | Belén Caicedo                                | Canal RCN                      |
| 2022      | El Paraíso                                | Selmira                                      | Canal Capital                  |
| 2022      | Ay hombre                                 | Helena                                       | Amazon Prime Video             |
| 2023      | Ventino: el precio de la gloria           | Amanda Afanador                              | Caracol Televisión             |
| 2023-2024 | Rigo                                      | Aracely Urán de Urán                         | Canal RCN / Amazon Prime Video |
| 2024      | Pedro el escamoso: más escamoso que nunca | Paula Andrea Dávila Serna                    | Caracol Televisión / Disney +  |

### Cine
| Año  | Título                | Personaje          | Rol          |
| ---- | --------------------- | ------------------ | ------------ |
| 2001 | La pena máxima        | Luz Dary de Concha | Protagonista |
| 2007 | Esto Huele Mal        | Claudia Jacome     | Protagonista |
| 2012 | Gordo, Calvo y Bajito | Beatriz            | Protagonista |
| 2019 | Un Dia (Corto)        | Gloria             | Protagonista |

## Premios y nominaciones

### Premios India Catalina
| Año  | Categoría                                     | Telenovela o Serie      | Resultado |
| ---- | --------------------------------------------- | ----------------------- | --------- |
| 2012 | Mejor actriz de reparto de serie              | 3 Milagros              | Nominada  |
| 2009 | Mejor actriz protagónica de telenovela        | Muñoz vale por 2        | Nominada  |
| 2009 | Mejor actriz protagónica de serie o miniserie | El cartel               | Nominada  |
| 2002 | Mejor actriz protagónica                      | Pedro el escamoso       | Nominada  |
| 1998 | Mejor actriz protagónica                      | La mujer del presidente | Nominada  |

### Premios TVyNovelas
| Año  | Categoría                              | Telenovela o Serie      | Resultado |
| ---- | -------------------------------------- | ----------------------- | --------- |
| 2013 | Mejor actriz protagónica de serie      | El laberinto            | Nominada  |
| 2012 | Mejor actriz de reparto de serie       | 3 Milagros              | Nominada  |
| 2009 | Mejor actriz antagónica                | El cartel               | Nominada  |
| 2002 | Mejor actriz protagónica de telenovela | Pedro el escamoso       | Nominada  |
| 1998 | Mejor actriz protagónica de serie      | La mujer del presidente | Ganadora  |
| 1998 | Mejor actriz revelación                | La mujer del presidente | Nominada  |

### Otros premios obtenidos
- Premio Caracol a Mejor Actriz Protagónica, por Pedro el Escamoso.